# Чемпіонат УРСР з легкої атлетики 1970
Чемпіонат УРСР з легкої атлетики 1970 був проведений 13-15 жовтня в Дніпропетровську. 
Формат відбору на фінальні старти чемпіонату був проведений через зональні змагання, що відбулись у травні в Харкові, Львові та Горлівці. Чотири кращих спортсмени в кожному виді від кожної зони одержали право виступити в фіналі в Дніпропетровську. У багатьох видах програми звання чемпіонів вперше виграли молоді спортсмени.
Республіканські чемпіонати з інших дисциплін легкої атлетики були проведені окремо.

## Призери основного чемпіонату

### Чоловіки
| Дисципліни                | Золото                                 | Золото    | Срібло                                      | Срібло    | Бронза                                    | Бронза    |
| ------------------------- | -------------------------------------- | --------- | ------------------------------------------- | --------- | ----------------------------------------- | --------- |
| 100 метрів                | Микола Кужукін Дніпропетровська обл.   | 10,5      | В'ячеслав Авсеєв Львівська обл.             | 10,6      | В. Арефін Дніпропетровська обл.           | 10,8      |
| 200 метрів                | В'ячеслав Авсеєв Львівська обл.        | 21,5      | Микола Кужукін Дніпропетровська обл.        | 21,8      | Володимир Атамась Черкаська обл.          | 22,1      |
| 400 метрів                | Володимир Носенко Одеська обл.         | 48,1      | Віктор Савченко Ворошиловградська обл.      | 48,8      | Євген Баралей Дніпропетровська обл.       | 49,4      |
| 800 метрів                | Євген Волков Київ                      | 1.51,6    | Володимир Пантелей Харківська обл.          | 1.52,0    | Володимир Яровенко Київ                   | 1.52,2    |
| 1500 метрів               | Валерій Сокур Львівська обл.           | 3.51,2    | Валерій Денисов Кримська обл.               | 3.51,2    | Володимир Яровенко Київ                   | 3.52,1    |
| 5000 метрів               | Валерій Денисов Кримська обл.          | 14.15,6   | Павло Сисоєв Львівська обл.                 | 14.15,8   | Євген Козлов Запорізька обл.              | 14.16,0   |
| 10000 метрів              | Павло Андреєв Львівська обл.           | 29.11,4   | Борис Оляницький Донецька обл.              | 29.12,6   | В'ячеслав Гамалін Харківська обл.         | 29.13,0   |
| 110 метрів з бар'єрами    | Олександр Демус Полтавська обл.        | 14,1      | Микола Авілов Одеська обл.                  | 14,1      | Віталій Силаєв Львівська обл.             | 14,4      |
| 200 метрів з бар'єрами    | Віктор Антонов Ворошиловградська обл.  | 23,8      | Володимир Булатов Київ                      | 23,9      | Володимир Лихачов Севастополь             | 23,9      |
| 400 метрів з бар'єрами    | Віктор Савченко Ворошиловградська обл. | 52,5      | В'ячеслав Скоморохов Ворошиловградська обл. | 52,8      | Володимир Булатов Київ                    | 52,8      |
| 3000 метрів з перешкодами | Ігор Кріпосняк Львівська обл.          | 9.04,6    | Микола Арсеєнко Львівська обл.              | 9.05,4    | Микола Драчов Кримська обл.               | 9.06,0    |
| 4х100 метрів              | Львівська обл.                         | 42,1      | Дніпропетровська обл.                       | 42,7      | Ворошиловградська обл.                    | 43,0      |
| 4х400 метрів              | Одеська обл.                           | 3.18,0    | Київ                                        | 3.18,6    | Харківська обл.                           | 3.21,7    |
| Ходьба 200 кілометрів     | Віктор Царьов Дніпропетровська обл.    | 1:31.48,6 | Анатолій Пеньок Запорізька обл.             | 1:31.55,8 | В. Кульнев Дніпропетровська обл.          | 1:33.56,8 |
| Стрибки у висоту          | Борис Каленников Київ                  | 2,09      | В'ячеслав Гох Київ                          | 2,06      | Андрій Шурепов Київ                       | 2,06      |
| Стрибки з жердиною        | Євген Тананика Харківська обл.         | 4,90      | Геннадій Блізнєцов Харківська обл.          | 4,80      | Микола Рульов Київ                        | 4,80      |
| Стрибки в довжину         | Леонід Борковський Київ                | 7,67      | Валерій Підлужний Донецька обл.             | 7,59      | Володимир Тимофеєв Харківська обл.        | 7,55      |
| Потрійний стрибок         | Геннадій Савлевич Львівська обл.       | 15,81     | Геннадій Волк Київ                          | 15,80     | В. Чернятевич Дніпропетровська обл.       | 15,40     |
| Штовхання ядра            | Анатолій Клименко Київ                 | 16,96     | Анатолій Аронов Полтавська обл.             | 16,45     | В'ячеслав Бахтін Київ                     | 16,42     |
| Метання диска             | Віктор Журба Ворошиловградська обл.    | 55,96     | Валентин Ковтун Харківська обл.             | 54,20     | Валентин Бєлан Київ                       | 53,74     |
| Метання молота            | Йосип Гамський Львівська обл.          | 68,96     | Володимир Третьяк Запорізька обл.           | 68,02     | Володимир Платонов Ворошиловградська обл. | 66,62     |
| Метання списа             | Валерій Бєлан Дніпропетровська обл.    | 75,22     |                                             |           |                                           |           |
| Десятиборство             | Євген Шаленко Київ                     | 7018      | Віктор Русін Львівська обл.                 | 6981      | Віктор Мороз Дніпропетровська обл.        | 6805      |

### Жінки
| Дисципліни             | Золото                                       | Золото | Срібло                                       | Срібло | Бронза                                  | Бронза |
| ---------------------- | -------------------------------------------- | ------ | -------------------------------------------- | ------ | --------------------------------------- | ------ |
| 100 метрів             | Зінаїда Усенко Харківська обл.               | 11,8   | Валентина Потопальська Дніпропетровська обл. | 12,0   | Валентина Швалова Львівська обл.        | 12,1   |
| 200 метрів             | Валентина Потопальська Дніпропетровська обл. | 25,1   | Валентина Швалова Львівська обл.             | 25,2   | Людмила Аксьонова Київ                  | 25,3   |
| 400 метрів             | Людмила Поппе Київ                           | 56,2   | Людмила Харитонова Одеська обл.              | 56,4   | Ніна Моргунова Ворошиловградська обл.   | 56,6   |
| 800 метрів             | Тамара Пангелова Київ                        | 2.08,2 | Людмила Поппе Київ                           | 2.11,9 | Юлія Атрошенко Дніпропетровська обл.    | 2.13,5 |
| 1500 метрів            | Тамара Пангелова Київ                        | 4.25,1 | Галина Толстих Київ                          | 4.28,5 | Ольга Кушнір Дніпропетровська обл.      | 4.28,8 |
| 100 метрів з бар'єрами | Тамара Стратіус Харківська обл.              | 14,1   | Неллі Марченко Київ                          | 14,3   | Галина Терновенко Дніпропетровська обл. | 14,4   |
| 200 метрів з бар'єрами | Тамара Стратіус Харківська обл.              | 27,6   | Марина Кропивна Ворошиловградська обл.       | 28,0   | Тетяна Хлопотнова Харківська обл.       | 28,4   |
| 4х100 метрів           | Харківська обл.                              | 47,7   | Дніпропетровська обл.                        | 48,2   | Одеська обл.                            | 49,2   |
| 4х400 метрів           | Дніпропетровська обл.                        | 3.54,2 | Одеська обл.                                 | 4.02,0 | Донецька обл.                           | 4.04,5 |
| Стрибки у висоту       | Світлана Гонтковська Київ                    | 1,74   | Неллі Сотникова Ворошиловградська обл.       | 1,71   | Олена Житкевич Київ                     | 1,71   |
| Стрибки в довжину      | Олександра Гайова Одеська обл.               | 6,00   | Тетяна Новикова Дніпропетровська обл.        | 5,93   | Тетяна Коцар Донецька обл.              | 5,78   |
| Штовхання ядра         | Людмила Мошарова Ворошиловградська обл.      | 16,03  |                                              |        |                                         |        |
| Метання диска          | Любов Кузьміна Київ                          | 51,70  | Людмила Мошарова Ворошиловградська обл.      | 50,58  | Л. Зеніна Запорізька обл.               | 50,34  |
| Метання списа          | Ніна Маракіна Харківська обл.                | 55,88  | Лідія Цимош Київ                             | 52,50  | Ольга Лузіна Ворошиловградська обл.     | 49,42  |
| П'ятиборство           | Олександра Гайова Одеська обл.               | 4683   | Надія Ткаченко Донецька обл.                 | 4584   | Тетяна Александрова Київ                | 4580   |

## Інші чемпіонати
- Чемпіонат УРСР з кросу був проведений 16 березня в Євпаторії.
- Чемпіонат УРСР з шосейної спортивної ходьби на 50 кілометрів серед чоловіків був проведений 31 жовтня в Ужгороді.
- Чемпіонат УРСР з марафонського бігу серед чоловіків був проведений 1 листопада в Ужгороді.

### Чоловіки
| Дисципліни   | Золото                          | Золото    | Срібло                            | Срібло    | Бронза                           | Бронза    |
| ------------ | ------------------------------- | --------- | --------------------------------- | --------- | -------------------------------- | --------- |
| Крос 8 км    | Павло Сисоєв Львівська обл.     | 26.46,2   | Іван Кабанов Херсонська обл.      | 26.46,8   | Микола Драчов Кримська обл.      | 26.47,0   |
| Крос 12 км   | Павло Андреєв Львівська обл.    | 38.42,0   | В'ячеслав Гамалін Харківська обл. | 38.42,0   | Анатолій Скрипник Донецька обл.  | 38.44,0   |
| Марафон      | Василь Шалимінов Київ           | 2:19.08,0 | Сергій Тимцуник Чернівецька обл.  | 2:24.10,0 | Володимир Конюков Вінницька обл. | 2:24.37,0 |
| Ходьба 50 км | Анатолій Пеньок Запорізька обл. | 4:23.54,0 |                                   |           |                                  |           |

### Жінки
| Дисципліни | Золото                           | Золото  | Срібло                     | Срібло  | Бронза         | Бронза |
| ---------- | -------------------------------- | ------- | -------------------------- | ------- | -------------- | ------ |
| Крос 2 км  | В. Чубенко Дніпропетровська обл. | 7.13,0  | Т. Авдеєва Харківська обл. |         | К. Лопата Київ |        |
| Крос 3 км  | Тамара Пангелова Київ            | 11.42,0 | Н. Монах Запорізька обл.   | 11.48,0 |                |        |